# سرآب‌های ایران

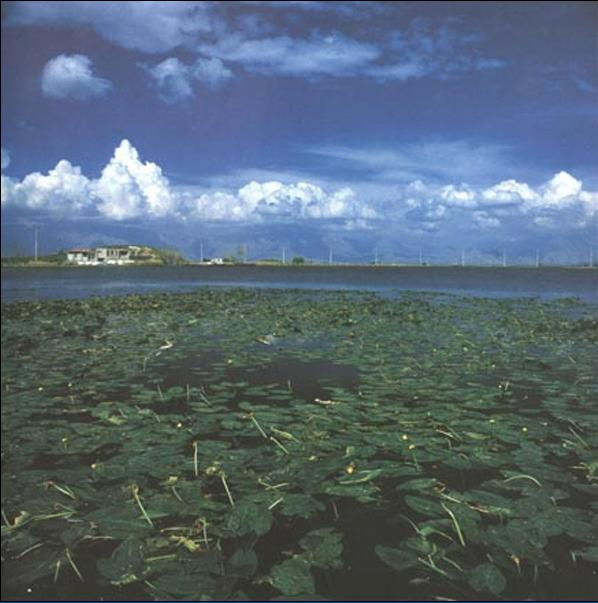
سراب نیلوفر

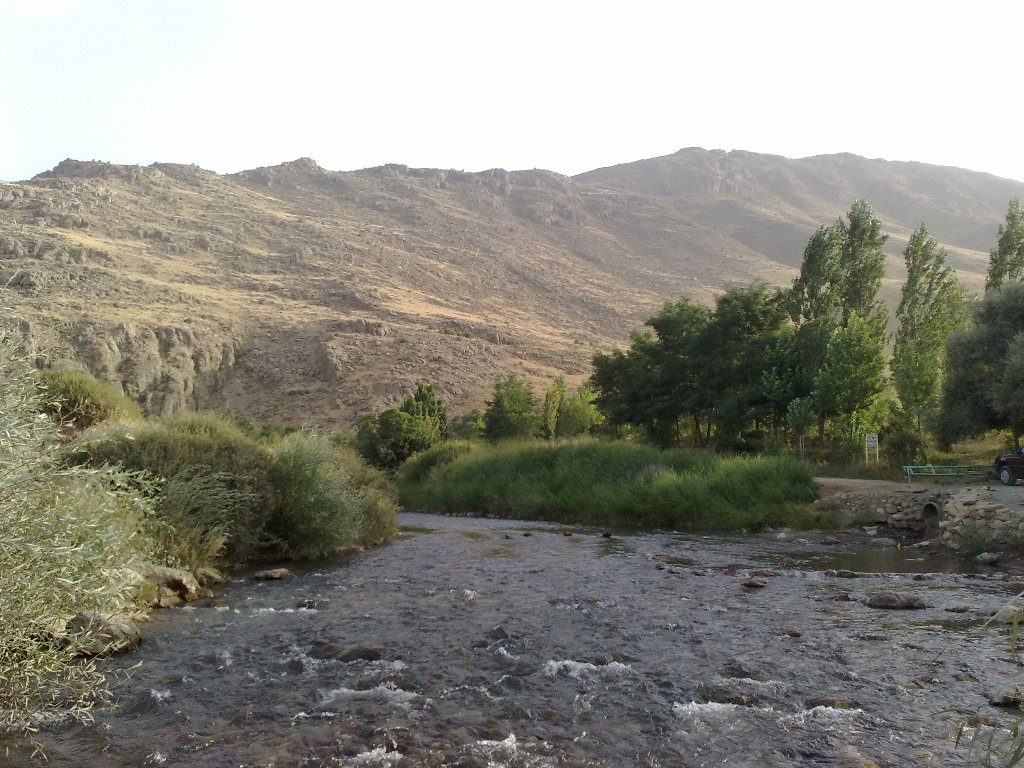
سراب گاماسیاب

سراب اردشیر، نزدیک امامزاده سید حسین، کازرون

سرآب‌های ایران از چشم‌اندازهای طبیعی ایران و سرچشمه‌های ایران است. غرب ایران از جمله استان کرمانشاه از جمله مناطق پرسرآب ایران است.
در بهمن ۱۴۰۳ معاون میراث فرهنگی ادارۀ کل میراث فرهنگی، گردشگری و صنایع دستی استان کرمانشاه اعلام کرد سه استان کرمانشاه، همدان و لرستان در حال هم‌افزایی برای ثبت جهانی سرآب‌های این سه استان هستند.

## کرمانشاه
- سرآب نیلوفر
- سرآب بیستون
- سرآب طاق‌بستان
- سرآب روانسر
- سرآب سنقر
- سرآب هرسین
- سرآب دربند
- سرآب خضر الیاس
- سرآب خضر زنده
- سرآب صحنه
- سرآب کنشت
- سراب ماراب
- سراب گرم
- سرآب میله‌سر
- سرآب مامیشان
- سرآب مورت

## همدان
- سرآب گاماسیاب
- سرآب گیان
- سراب فارسبان نهاوند
- سراب ملوسان[۲]
- سراب کنگاور کهنه[۳]

## فارس
- سرآب اردشیر

## لرستان
- سراب کرتول
- سراب کهمان
- سراب زز
- سراب هنام